# King Trunk Factory and Showroom
King Trunk Factory and Showroom  es un edificio histórico ubicado en Opa-locka, Florida.  King Trunk Factory and Showroom se encuentra inscrito  en el Registro Nacional de Lugares Históricos desde el 17 de agosto de 1987.  

## Ubicación
King Trunk Factory and Showroom se encuentra dentro del condado de Miami-Dade en las coordenadas 25°53′55″N 80°14′54″O / 25.898611, -80.248333.